# الصحيح ما يطيح (مسلسل)
الصحيح ما يطيح، مسلسل كويتي كوميدي من تأليف طارق عثمان وتمثيل غانم الصالح وعبد الرحمن العقل وانتصار الشراح وجمال الردهان وسماح.

## القصة
عن عائلة أكبرها هوالحاج ( ضاحي) كبير في السن ولديه ولد واحد ومتمسك بالعادات التقاليد فيخرج هذه العادات على زوجة أخيه المتوفي
والتي من جنسية مصرية (سميحة) وإبنها (هلال) المتعلق بأمه رغم اشتداد عوده.

## تمثيل
| الممثل               | الشخصية |
| -------------------- | ------- |
| غانم الصالح          | ضاحي    |
| عبد الرحمن العقل     | هلال    |
| انتصار الشراح        | نوف     |
| جمال الردهان         | بدر     |
| عبد الإمام عبد الله  | حمود    |
| لطيفة المجرن         | فوزية   |
| زهرة الخرجي          | خلود    |
| ماجدة الخطيب         | سميحة   |
| المنتصر بالله (ممثل) | نبيل    |